# یواس‌اس پانتاتاک (ای‌جی-۹۴)
یواس‌اس پانتاتاک (ای‌جی-۹۴) (به انگلیسی: USS Pontotoc (AG-94)) یک کشتی بود که طول آن 388' 8" بود. این کشتی در سال ۱۹۴۴ ساخته شد.